# Cycloptilum comprehendens
Cycloptilum comprehendens is een rechtvleugelig insect uit de familie Mogoplistidae. De wetenschappelijke naam van deze soort is voor het eerst geldig gepubliceerd in 1929 door Hebard.